# Raging Stallion Studios
La Raging Stallion Studios (letteralmente Stalloni furenti) è una casa di produzione cinematografica statunitense che produce e distribuisce film pornografici gay.

## Panoramica
La Ralling Stallion Studios è stata fondata a San Francisco nel 1998 in collaborazione con la Pistol Media dagli attori pornografici Chris Ward e J.D. Slater. In seguito Michael Brandon è diventato comproprietario, Brandon è un pornodivo tuttora in attività che ha partecipato a molti film prodotti dalla compagnia.
Attualmente i tre soci si dividono la gestione delle tre linee di prodotti, Ward si occupa dei film di genere più estremo, Brandon si occupa della linea Monster Bang, mentre Slater si occupa della linea Centurion Muscle e della realizzazione di tutte le colonne sonore delle pellicole, alcune di queste pubblicate su CD.
I Raging Stallion Studios si distinguono per i loro modelli muscolosi e virili. Ad oggi gli studios hanno prodotto e distribuito oltre 150 film, 22 solo nel 2005.
Nel dicembre 2010 i Falcon Studios vengono acquistati dall'Adult Entertainment Broadcast Network (AEBN), una società specializzata nella distribuzione attraverso internet di video per adulti in streaming e on demand. Falcon Studios viene fusa con i Raging Stallion Studios, ed assieme a Naked Sword e a Gunzblazing Affiliate Program danno vita ad una nuova divisione gay della AEBN. La fusione tra le due case di produzione è nata con l'intento di dar vita ad un colosso produttivo della pornografia gay, in grado di realizzare oltre 60 film all'anno. Nonostante la fusione i marchi e brand commerciali delle due società restano divisi, permettendo ai loro attori in esclusiva di interscambiarsi e lavorare nello stesso film.
Tra i molti film prodotti vi sono i pluripremiati Grunts e To the Last Man.

## Linee
- Raging Stallion Studios
- Monster Bang Video
- Fisting Central
- Centurion Pictures XXX
- High Octane
- HairyBoyz.com
- Pistol Media
- Cazzo Film Berlin

## Attori pornografici
Attori che lavorano, o hanno lavorato, per i Raging Stallion Studios
| - Adam Killian - Alessio Romero - Alexsander Freitas - Alex Baresi - Árpád Miklós - Antonio Biaggi - Austin Wilde - Austin Wolf - Blake Harper - Brendan Davies - Brenn Wyson - Bruno Bond - Carlos Morales - Chris Steele - Cole Streets - Collin O'Neal - Remy Delaine - Logan McCree - Ricky Sinz - Roman Heart - Jason Michaels - Jesse Santana - Jake Genesis - Seven Dixon - Tommy Defendi |  | - Damien Crosse - David Taylor - Diesel Washington - Dirk Jager - Drew Cutler - Francesco D'Macho - François Sagat - Girth Brooks - Jake Deckard - Jason Branch - Jason Crew - Jason Dean - Jason Hawke - Jean Franko - Johnny Gunn - Erik Rhodes - Adam Camp - Alexander Garrett - Shawn Wolfe - Landon Conrad - Micah Brandt - Angelo Marconi - Boomer Banks - Preston Steel |  | - Julian Vincenzo - Junior Stellano - Manuel Torres - Dean Coulter - Marc Williams - Michael Brandon - Michael Soldier - Michael Vincenzo - Mitchell Rock - Nick Moretti - Paul Wagner - Rafael Alencar - Robert Marx - Roman Ragazzi - RJ Danvers - Shane Rollins - Chris Porter - Charlie Harding - D.O. - Tom Wolfe - Trenton Ducati - Tony Buff - Race Cooper - Ryan Rose |  | - Samuel Colt - Scott Tanner - Steve Cruz - Spencer Reed - Tim Kruger - Tober Brandt - Tristan Jaxx - Trey Casteel - Bryce Pierce - Tyler Saint - Vince Ferelli - Tom Vaccaro - Vinnie D'Angelo - Wilfried Knight - Will Clark - Parker Williams - Zeb Atlas - Derek Parker - Heath Jordan - Paddy O'Brian - Alex Marte - Race Cooper - Ryan Rose - Jessy Ares |

## Man of the Year
A partire dal 2000, la società elegge ogni anno un Man of the Year (uomo dell'anno):
- 2000 – Dean Coulter
- 2001 – Bryce Pierce
- 2002 – Michael Brandon
- 2003 – Tom Vaccaro
- 2004 – Shane Rollins
- 2005 – Miguel Leonn
- 2006 – Remu Delaine
- 2007 – Jake Deckard
- 2008 – Steve Cruz
- 2009 – Ricky Sinz
- 2010 – Austin Wilde
- 2011 – Adam Champ e D.O.
- 2012 – Angelo Marconi
- 2013 – Shawn Wolfe